# عبدالله صادقی (معین‌الرعایا)
میرزا عبدالله معین‌الرعایا (۱۲۴۹ تبریز - اواخر مهر ۱۳۱۵) که نام خانوادگی صادقی برگزید، بازرگان و مالک عمده آذربایجانی و نماینده مجلس شورای ملی بود.
پدرش حاج محمدصادق از تجار و مالکین عمده تبریز بود. خودش نیز پیشه پدر را ادامه داد و به شهرت و اعتباری رسید. معین‌الرعایا به مشروطه‌خواهان نزدیک شد و از آنان پشتیبانی کرد. از همین رو پس از استبداد صغیر و بازگشایی مجلس شورای ملی در سال ۱۲۸۸ به نمایندگی تبریز انتخاب شد (دوره دوم). پس از بازگشت به تبریز تجارت و ملکداری را ادامه داد و در این شهر ماند جز دو دوره هفتم و دهم مجلس شورای ملی که بار دیگر این شهر را در پایتخت نمایندگی کرد.
صادقی در دوره دهم هنگام نمایندگی درگذشت. حاج محتشم‌السلطنه اسفندیاری رئیس مجلس شورای ملی هنگام اعلام خبر درگذشت او در مجلس گفت: 

«این شخص عزیز همیشه با صورت گشاده و قلب پاک و نیت صحیح و عقیده ثابت در شاه‌پرستى و مملکت‌دوستى و خیرخواهى مردم و خدمت به مملکت واقعاً عمر خود را صرف کرده بود. همه می‌دانند که مرحوم صادقى در آذربایجان شخص شایسته و مهمى بوده و بالخصوص از اول مشروطیت چه در تهران، چه در آذربایجان چه در مجلس و چه در غیرمجلس همیشه به راستى و پاکى و شایستگى رفتار مى‌کرده و وظیفه خودش را به خوبى انجام می‌داد و از آنجا هم که مرد پاک و صحیح‌العملى بود خدا هم نخواست که او به درد و رنج از دنیا رفته باشد. این بود که به یک طور آرامش و سادگى روح خود را تسلیم کرد».

پسرش ابوالحسن صادقی در دوره‌ چهاردهم مجلس شورای ملی نماینده تبریز و در دوره پانزدهم نماینده تهران شد و در دولت قوام‌السلطنه به وزارت رسید.